# Тиха застава (фільм, 1985)
Тиха застава — радянський художній фільм 1985 року, знятий на кіностудії «Молдова-фільм».

## Сюжет
Старший лейтенант Василь Бодруг (Андрій Альошин) і його дружина Євгенія (Юлія Тархова) після весілля приїжджають на прикордонну заставу для проходження служби. При спробі переходу державного кордону убитий порушник, під час затримання поранений прикордонник Васьков (Олексій Серебряков). Василь, ризикуючи життям, затримує спільника порушника. Але повною несподіванкою для лейтенанта став приїзд до його дружини колишнього коханого В'ячеслава (Юрій Стоянов).

## У ролях
- Андрій Альошин — Василь Михайлович Бодруг, старший лейтенант
- Юлія Тархова — Женя
- Борис Бекет — Андрій Миколайович Стеблов, майор, командир застави
- Єлизавета Солодова — Серафима Павлівна
- Максим Суханов — Левко
- Олена Степанова — Люба
- Петро Баракчі — Богдан Нестерук
- Георгій Хассо — Петро Юхимович Слюсаренко
- Васіле Тебирце — Григорій Юхимович Єгоров
- Євгенія Тудорашку — Елеонора Петрівна, дружина Єгорова
- Петро Хадирке — Кодряну
- Рамаз Іоселіані — Вахтанг Мікеладзе, прикордонник
- Олексій Серебряков — Коля Васьков, прикордонник
- Артур Богатов — Леонід Решетников, прикордонник
- Амаяк Акопян — фокусник
- Віталій Алексєєв — епізод
- Сергій Балабанов — Павло Житеньов
- Анатолій Умріхін — Яків Карпович, голова колгоспу
- Віктор Золотарьов — епізод
- Васіле Константин — епізод
- Неллі Козару — епізод
- Віктор Ізмайлов — епізод
- Іон Музика — епізод
- Юрій Стоянов — В'ячеслав Поліванов

## Знімальна група
- Режисер — Василь Паскару
- Сценаристи — Борис Дуров, Лілія Неменова
- Оператор — Влад Чуря
- Композитор — Олександр Сокирянський
- Художник — Володимир Булат